# Daniel Tiger
Daniel Tiger (Daniel Tiger's Neighborhood) è una serie animata televisiva statunitense e canadese prodotta nel 2012. Si tratta di uno spin-off dello show televisivo Mister Rogers' Neighborhood, per la precisione del mondo immaginario presente all'interno dello show.

## Trasmissione
In Italia, viene trasmessa su Nick Jr. dal 24 febbraio 2014, poi in chiaro su Cartoonito dal 16 marzo 2015, con una prima stagione di quaranta, una seconda di venti, una terza di venticinque, una quarta di diciotto e una quinta di venti episodi.

## Contenuti
La serie è composta da episodi (due segmenti di 11 minuti) che sono collegati da un tema socio-emotivo comune, come delusione e tristezza o rabbia e gratitudine, empatia e accettazione del diverso. Il tema utilizza anche una frase motivo musicale, (canzoni strategia), per rafforzare il tema e ad aiutare i bambini a ricordare le lezioni di vita.
Il programma è rivolto a bambini in età prescolare; insegna intelligenza emotiva, gentilezza e rispetto umano. Il suo contenuto segue un curriculum basato sull'insegnamento di Fred Rogers e nuove ricerche sullo sviluppo del bambino.

## Personaggi

### Principali
- Daniel Tiger: piccolo tigrotto antropomorfo che nel corso della serie imparerà tante cose nuove grazie ai genitori e allo spettatore (chiamato "amico" da lui stesso). Nella serie interagisce con i bambini invitandoli a giocare con lui. Daniel si affeziona molto alla sorellina Margaret.
- Mamma Tiger: mamma di Daniel e Margaret. È una tigre antropomorfa con un abito rosa con fiori rosa scuro. Spesso aiuta Daniel e i suoi amici di scuola.
- Papà Tiger: papà di Daniel e Margaret. È un tigre antropomorfo con una felpa blu. È molto abile ad aggiustare le cose.
- Margaret Tiger: sorellina di Daniel. Cucciola di tigre antropomorfa con una tutina rosa. Compare a partire dalla seconda stagione.
- Tighy: Il pupazzo di Daniel, il tigrotto fa finta che il pupazzo gli parli all'orecchio alcune volte.

### Secondari
- Gu: gufo amico di Daniel. Gli piace leggere e vive con suo zio X.
- Elaina: ragazzina vivace a cui piace stare con gli abiti al contrario. Vive con la mamma che lavora alla fabbrica di pastelli e il papà che lavora in un negozio di strumenti musicali.
- Caterina: gatta che vive vicino alla casa di Gu e le piace danzare e volteggiare.
- Principe Mercoledì: principino dolce e affettuoso, è molto amico di Daniel e porta gli occhiali. Vive con i suoi genitori, la regina Sabato e il re Venerdì, e con suo fratello, il principe Martedì.
- Maestra Harriet: maestra di Daniel e dei suoi amici. Spesso canta per insegnare qualcosa agli alunni.
- Nonno Tiger: È il nonno di Daniel e Margaret. Spesso porta delle foto a casa di Daniel e Margaret, mentre a volte manda delle lettere.
- Chrissie: cuginetta del principe Mercoledì che a volte viene a fargli visita. Porta due stampelle perché senza quelle non può camminare.
- Il postino (Mr. McFeely): non si separa mai dalla sua bicicletta, che usa come mezzo per consegnare le lettere.
- Il fornaio: la sua specialità è la torta alla banana, il dolce preferito di Mamma Tiger.
- La Dottoressa Anna: compare fin dal secondo episodio della prima stagione, in cui viene affrontato il tema della prevenzione e dell'importanza dei vaccini; è anche un pompiere volontario insieme al papà di Elaina (Musicista Stan). Assiste Mamma Tiger alla nascita della sorella di Daniel (secondo episodio della seconda stagione).
- Jodi Platypus, una dei nuovi vicini della famiglia Tiger e una nuova compagna di classe di Daniel.
- Dr. Platypus: La mamma di Jodi che fa la dentista e pittrice.
- Teddy Platypus, il primo fratellino di Jodi.
- Leo Platypus, il secondo fratellino di Jodi.
- Nana Platypus: La nonna di Jodi, Teddy e Leo che fa la parrucchiera.

## Doppiatori
| Personaggio        | Doppiatore originale                             | Doppiatore italiano                                       |
| ------------------ | ------------------------------------------------ | --------------------------------------------------------- |
| Daniel             | Jake Beale, Devan Cohen, Keegan Hedley           | Tiziana Martello (1°-2° st.) Martina Tamburello (3° st.+) |
| Mamma              | Heather Bambrick                                 | Renata Bertolas                                           |
| Papà               | Ted Dykstra                                      | Ruggero Andreozzi                                         |
| Caterina           | Amariah Faulkner                                 | Serena Clerici                                            |
| Gu                 | Zackary Block (1ª voce) Stuart Ralston (2ª voce) | Federica Valenti                                          |
| Principe Mercoledì | Nicholas Kaegi                                   | Tania De Domenico                                         |
| Principe Martedì   | Tommy Lioutas                                    | Alessandro Capra                                          |
| Chrissie           | Matilda Gilbert                                  | Valentina Pallavicino                                     |
| Re Venerdì         | Jamie Watson                                     | Pietro Ubaldi                                             |
| Elaina             | Teresa Pavlinek                                  | Giuliana Atepi                                            |
| Maestra Harriet    | Shawne Jackson                                   | Jasmine Laurenti                                          |